# Pterostichus fujitai
Pterostichus fujitai is een keversoort uit de familie van de loopkevers (Carabidae). De wetenschappelijke naam van de soort is voor het eerst geldig gepubliceerd in 1972 door Tanaka & Ishida.